# Lilli – ein Mädchen aus der Großstadt
Lilli – ein Mädchen aus der Großstadt (en español: Lilli, una chica de la gran ciudad) es un largometraje alemán en blanco y negro de 1958 de Hermann Leitner. El guion fue escrito por Louis Martin y Claude Desailly. Se basa en un manuscrito de Peter Dronte. Los papeles principales son interpretados por Ann Smyrner y Adrian Hoven. La obra se estrenó el 6 de marzo de 1958.
El personaje Lilli apareció por primera vez como tira cómica del dibujante Reinhard Beuthien en el periódico BILD en 1952.

## Trama
Lilli es una periodista exitosa en un importante periódico. Su jefe le pide que vaya a una conferencia misionera en Sicilia. Por su gran atractivo, inmediatamente atrae la atención de los hombres del barco. Incluso el sacerdote católico Klinker, que también se dirige al congreso, busca de vez en cuando la compañía de Lilli. Un tal señor Holland consigue invitar a la muchacha a cenar en su camarote. Sin embargo, cuando ella llega, él yace muerto a tiros en su compartimento. De regreso a su cabaña, encuentra una caja y una nota con el mensaje: "Vuelvo enseguida. A. Holland". Al inspeccionar la caja más de cerca, Lilli descubre un compartimento secreto que contiene cinco placas para fabricar billetes. Poco después recibe la visita de Cristóbal Ramírez. Muestra gran interés por sus maletas, pero no llega a ver su contenido.
En el hotel de Génova, Lilli conoce al encantador Bill Morton, con quien felizmente entabla un flirteo. Pero en este momento le interesa más otro caballero: con la ayuda del joven limpiabotas Lorenzo, encuentra la casa de Ramírez en el barrio del puerto. Ella entra y descubre una caja llena de billetes de dólar. Cuando oye voces, se esconde. Ella presencia cómo Ramírez es apuñalado por un cómplice. Después, Lilli huye.
Una nueva sorpresa espera a la reportera en el hotel: el cuerpo de Ramírez yace en su cama, y rápidamente lo esconde en un cofre. Luego va a cenar con Bill Morton. Como necesita abrirle su corazón a alguien, le cuenta a Bill sobre las planchas de impresión. Pero ella tiene la impresión de que él no quiere comprenderla en absoluto. En el restaurante, Lilli le da deliberadamente al camarero un billete de dólar falso. Inmediatamente después, una tal Kira se acerca a la mesa. Parece que esta persona pertenece a la banda de falsificadores.
Morton se queda en el restaurante mientras Lilli regresa al hotel. Kira piensa que el hombre es un criminal peligroso. Ella está de acuerdo con él en que tendrá una participación del 30 por ciento en el negocio.
Cuando Lilli llega al hotel, inmediatamente se da cuenta de que han descubierto el cuerpo de Ramírez. Para evitar ser arrestada, huye nuevamente. En el camino se encuentra con el confiable pastor Klinker. Ella le entrega el primer informe para su periódico. Al día siguiente, Lilli recibe la visita de Kira, quien se hace pasar por la Sra. Holland. Lilli sospecha inmediatamente que algo anda mal y sigue el coche de Kira en un taxi. Ella se horroriza al descubrir cómo Morton y Kira descubrieron el escondite de las placas de impresión. Los dos toman los discos y se dirigen con ellos a la sede de los gánsteres, que se encuentra en el infame bar del puerto. Una vez allí, Lilli se da cuenta de que el pastor Klinker es el líder de la pandilla. Luego atrae a una horda de marineros borrachos al bar, quienes inmediatamente inician una pelea violenta. Cuando finalmente llega la policía, todos los delincuentes están atados en el suelo. Lilli se siente aliviada al descubrir que Morton es lo opuesto a un miembro de una pandilla; Trabaja como agente en la Interpol.

## Producción
Los edificios fueron creados por los arquitectos cinematográficos Gabriel Pellon y Hans Auffenberg. Teddy Turai contribuyó con el vestuario.

## Crítica
El Lexikon des internationalen Films llega a la siguiente conclusión: “Una comedia policial con un estilo llamativo de tira cómica, pero demasiado simple y torpemente escenificada para que la parodia pretendida quede clara”. En su edición digital posterior, dice: “Un intento fallido, a veces casi vergonzoso, de parodia de una película policial sobre un personaje que se hizo popular en la década de 1950 como una caricatura en una serie del periódico Bild”. Y Cinema concluyó: «Esta pequeña película en realidad se suponía que era una parodia de los superhéroes del cine. Es una pena que nadie se diera cuenta. Conclusión: La valiente Lilli es derrotada por la simplicidad».

## Fuente
Programa de la película: Illustrated Film Stage, United Publishing Companies Franke & Co. KG, Múnich 2, número 4183